# Pacte Progressista de les Pitiüses
El Pacte Progressista de les Pitiüses es va formar el 1996 quan el PSOE, Els Verds, Izquierda Unida, Entesa Nacionalista i Ecologista d'Eivissa (ENE), Esquerra Republicana de Catalunya (ERC) i un nombrós grup de moviments cívics independents d'Eivissa i Formentera (Pitiüses) varen unir-se per aglutinar tot el vot d'esquerra, en aquell moment dispers entre aquestes diverses forces.
Aquest pacte va formar una candidatura unitària en forma d'agrupació d'electors. Eivissa i Formentera només elegien un senador a les Corts espanyoles i aquella desunió de les forces nacionalistes i d'esquerra el deixaven sempre en mans dels partits de dretes. Va obtenir un gran èxit electoral en superar en 4.000 vots (un vuit per cent) la candidatura del Partit Popular.
Posteriorment, el 1999, el Pacte es presentà a les Eleccions al Parlament de les Illes Balears, però en aquest cas només per Eivissa, ja que a Formentera es presentava la COP. Els resultats foren molt favorables:
- El Pacte va assolir el govern del Consell Insular d'Eivissa i Formentera durant la legislatura 1999-2003 amb Pilar Costa com a presidenta.
- S'aconseguí l'alcaldia del municipi d'Eivissa.
- Ajudà a canviar de color polític el Govern de les Illes Balears i col·laborà en la proclamació com a president de Francesc Antich (PSIB).

Durant la VI legislatura (2003-2007), el Partit Popular va obtenir la majoria absoluta tant al Consell Insular d'Eivissa i Formentera com al Parlament Balear, desplaçant el Pacte de les principals institucions on governava. El Pacte Progressista només governà l'Ajuntament de la Ciutat d'Eivissa amb el socialista Xico Tarrés com a batle.
Per a les Eleccions al Parlament de les Illes Balears de 2007, el Pacte Progressista va ser substituït per la coalició electoral PSOE-Eivissa pel Canvi (ExC), nova formació que compta amb l'adhesió de bàsicament els mateixos partits que el Pacte (Alternativa Esquerra Unida-Els Verds, Entesa Nacionalista i Ecologista i Esquerra Republicana de Catalunya).